# Bloomfield (Nuevo México)
Bloomfield es una ciudad ubicada en el condado de San Juan en el estado estadounidense de Nuevo México. En el Censo de 2010 tenía una población de 8112 habitantes y una densidad poblacional de 393,67 personas por km².

## Geografía
Bloomfield se encuentra ubicada en las coordenadas 36°43′38″N 107°58′54″O / 36.72722, -107.98167. Según la Oficina del Censo de los Estados Unidos, Bloomfield tiene una superficie total de 20.61 km², de la cual 20.49 km² corresponden a tierra firme y (0.57%) 0.12 km² es agua.

## Demografía
Según el censo de 2010, había 8112 personas residiendo en Bloomfield. La densidad de población era de 393,67 hab./km². De los 8112 habitantes, Bloomfield estaba compuesto por el 67.32% blancos, el 0.62% eran afroamericanos, el 18.27% eran amerindios, el 0.44% eran asiáticos, el 0.02% eran isleños del Pacífico, el 9.81% eran de otras razas y el 3.51% pertenecían a dos o más razas. Del total de la población el 31.69% eran hispanos o latinos de cualquier raza.